# Eisenbahnfährverbindung Seattle–Whittier

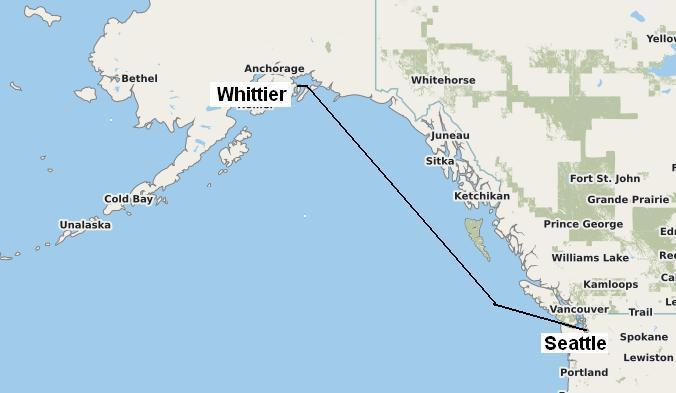
Eisenbahnfährverbindung Seattle–Whittier

Die Eisenbahnfährverbindung Seattle–Whittier ist mit rund 1400 Seemeilen die weltweit längste Eisenbahnfährverbindung.
Der Betreiber dieser im Mai 1962 durch die Crowley Maritime Corporation begründeten Eisenbahnfährverbindung von Seattle an der nordamerikanischen Westküste über den Pazifik nach Whittier in Alaska ist seit Februar 2001 das Tochterunternehmen Alaska Marine Lines des Logistikkonzerns Lynden. Für die Fahrten wird ein 9.000 PS leistender Hochseeschlepper mit zwei oder drei großen, mit Schienen versehenen Bargen ohne Antrieb genutzt. Diese Bargen der als Alaska Hydro Train Barges bezeichneten Fährlinie sind 120 Meter lang und 34 Meter breit. Sie haben acht parallele Schienenstränge, auf denen bis zu 150 vierachsige Güterwaggons mit rund 6000 t Ladung seefest verzurrt werden. Für die rund 1400 Seemeilen lange Strecke benötigt der Eisenbahn-Schleppzug rund sieben Tage.
Der Schleppzug fährt einmal pro Woche. In Whittier werden die Waggons an das Alaska-Railroad-Terminal von der Alaska Railroad übernommen und nach Seward, Anchorage und Fairbanks befördert. Die Alaska Railroad übernimmt auch einen Teil der Vermarktung der Fährverbindung.
Eine zweite Fährverbindung zur Anbindung der nicht mit dem übrigen amerikanischen Schienennetz verbundenen Alaska Railroad bestand zwischen 1982 und 2021 zwischen Prince Rupert und Whittier. Diese wurde von Foss Maritime als „Aquatrain“ der Canadian National Railway betrieben.